# Administración parlamentaria
Administración Parlamentaria, como consecuencia del principio de autonomía del Parlamento en los sistemas constitucionales éste cuenta con un aparato burocrático de apoyo propio, independiente y separado del resto de las instituciones públicas y que depende únicamente de la propia cámara; a este aparato se conoce como Administración Parlamentaria. Se trata de una organización instrumental para servir a las necesidades del poder legislativo de modo que pueda desarrollar con eficacia sus funciones. Aunque el Parlamento no tiene como función propia la de administrar, en aras de su independencia asume la dirección de esa particular Administración Pública. La Administración Parlamentaria se rige principalmente por los reglamentos parlamentarios y las restante normas de Derecho Parlamentario que los desarrollan, y sólo en segundo lugar por las normas generales del Derecho Administrativo. Algunos autores encuadran la Administración Parlamentaria entre las Administraciones independientes, con la peculiaridad de no estar ubicada en el Poder Ejecutivo sino en el Poder Legislativo. Para servir a esta Administración las cámaras parlamentarias cuentan con funcionarios propios, regidos por un estatuto específico aprobado por el propio Parlamento, y cuyo reclutamiento corresponde también al mismo.